# Великая иллюзия
«Вели́кая иллю́зия» (фр. La grande illusion) — французский драматический художественный фильм, созданный режиссёром Жаном Ренуаром в 1937 году. Назван по книге британского экономиста Нормана Эйнджелла, считавшего, что общие экономические интересы европейских наций делают войну бессмысленной.

## Сюжет
Первая мировая война. Французские лётчик Марешаль и офицер штаба дивизии Боэльдьё во время разведывательного полёта сбиты немецким асом фон Рауффенштайном, для которого классовые различия существеннее национальных. Он приглашает французов — «если среди них есть офицеры» — на ужин, пока их не забрали в лагерь для военнопленных, не отказывает в гостеприимстве и простолюдину Марешалю, но за столом его не замечает, а с аристократом Боэльдьё легко находит общий язык.
Пленных отправляют в лагерь, где уже томится немало французов, в том числе офицер Розенталь из богатой еврейской семьи; роскошные продуктовые посылки, которые он получает от родственников, скрашивают жизнь всему бараку. По ночам обитатели барака с риском для жизни роют тоннель для побега.
Тоннель уже готов, но французов неожиданно переводят в другой лагерь. После долгих скитаний по немецким лагерям и неоднократных попыток побега Марешаля и Боэльдьё отправляют в крепость, из которой, как утверждает её комендант, ещё никому не удавалось бежать. Комендантом крепости оказывается Рауффенштайн, после тяжёлых ранений получивший инвалидность. Он тепло встречает французов, создаёт для них наилучшие условия, но, при всём уважении к их патриотизму, предостерегает от новых попыток побега. В крепости лётчики вновь встречаются с Розенталем.
Относясь пренебрежительно к Марешалю и Розенталю, Рауффенштайн часто и доверительно беседует с Боэльдьё, полагая, что их объединяет общая беда: «чем бы ни закончилась эта война, она станет концом и для Рауффенштайнов, и для Боэльдьё». Ответная симпатия Боэльдьё, который и в крепости не обходится без белых перчаток, не мешает французу готовить вместе с товарищами очередной побег. В последний момент он отказывается бежать вместе с Марешалем и Розенталем («ваш план хорош для двоих») и остаётся, чтобы отвлечь внимание охраны от беглецов.
Тяжело раненый Рауффенштайном, Боэльдьё умирает у него на руках, а Марешаль и Розенталь пытаются добраться до швейцарской границы. По пути они находят приют у немецкой крестьянки Эльзы, потерявшей на войне мужа; просить прибежища их заставила вывихнутая нога Розенталя, но задерживает в доме любовь, вспыхнувшая между Эльзой и Марешалем, или просто тоска по нормальной жизни. Французы помогают Эльзе по хозяйству, играют с её маленькой дочерью, словно и нет никакой войны.
Но война продолжается, и французы уходят. У швейцарской границы Марешаль говорит, что непременно найдёт Эльзу после войны, он убеждён в том, что нынешняя бессмысленна война — последняя. «Это иллюзия», — отвечает Розенталь. Их замечают немецкие пограничники, открывают огонь, но поздно: беглецы уже пересекли границу, чтобы вернуться во Францию и воевать дальше…

## В ролях
- Жан Габен — лейтенант Марешаль

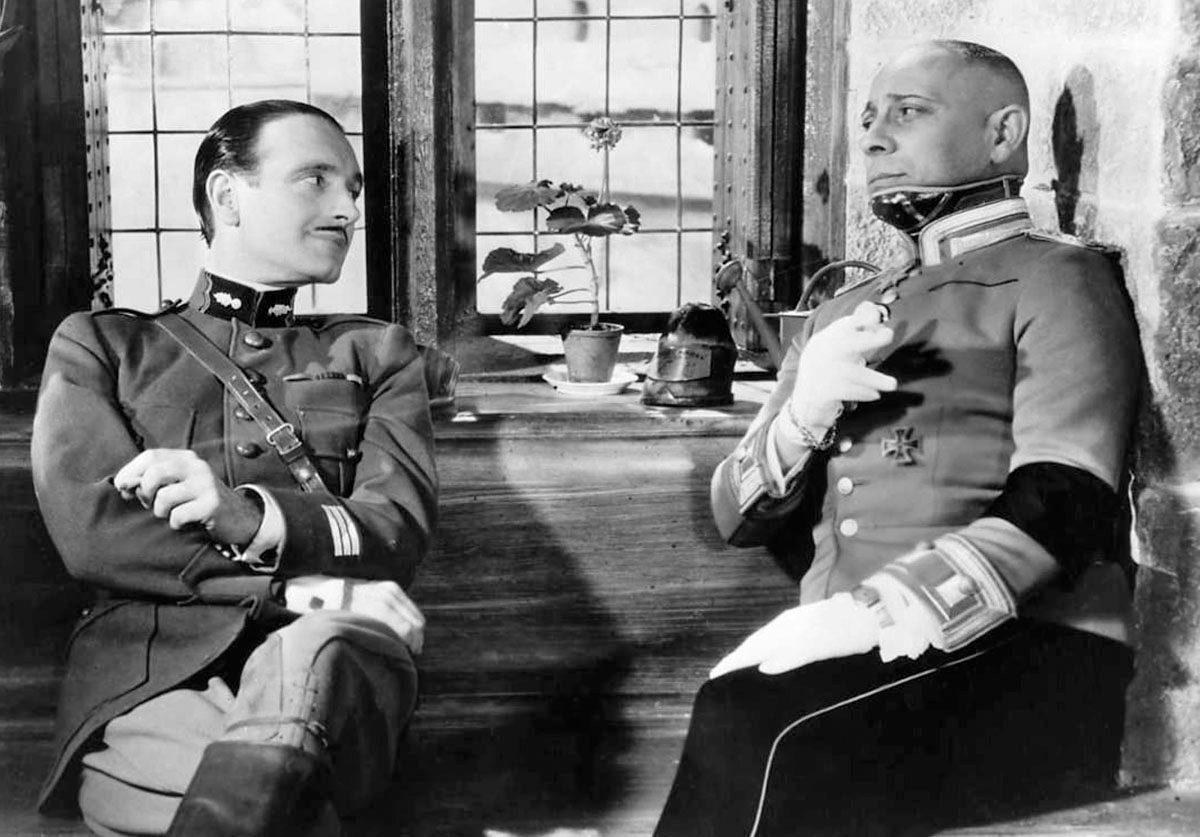
Беседа капитана де Боэльдьё и фон Рауффенштайна

- Марсель Далио — лейтенант Розенталь
- Пьер Френе — капитан де Боэльдьё
- Эрих фон Штрогейм — фон Рауффенштайн
- Дита Парло — Эльза
- Жюльен Каретт — Картье
- Жан Дасте — учитель
- Сильвен Иткин — лейтенант Демольде
- Гастон Модо — инженер
- Жак Беккер — английский офицер

## История создания
Жан Ренуар в годы Первой мировой войны, как и один из героев фильма, был военным лётчиком и разделял иллюзии многих представителей своего поколения, полагавших, что другой такой войны уже не может быть. Обратиться к воспоминаниям молодости в середине 1930-х годов его заставило приближение новой войны: нацистское руководство Германии в то время уже не скрывало своих реваншистских устремлений. По свидетельству самого Ренуара, три года он безуспешно искал поддержки для своего проекта, и, в конце концов, пришлось представить «Великую иллюзию» как приключенческий фильм о побеге из плена. Но даже те спонсоры, которых Ренуару удалось найти, не верили в успех фильма, что сказалось на его финансировании.
Когда в 1936 году Ренуар приступил наконец к работе над «Великой иллюзией», на его счету было уже два десятка немых и звуковых фильмов, в 1930-х годах он был одним из ярчайших представителей «поэтического реализма»; но фильмы его в целом неоднозначно воспринимались как критикой, так и публикой. «Если „Великая иллюзия“ понравилась сразу и повсюду, — писал впоследствии Франсуа Трюффо, — то прежде всего потому, что это единственный фильм, где Ренуар слегка поступился поэзией ради психологии».
«Великая иллюзия» резко отличалась от пропагандистских фильмов военных и первых послевоенных лет: в ней отсутствовал образ врага; Ренуар в своём фильме исходил из убеждения, что классовые различия разделяют людей в большей степени, чем национальные; позже он писал: «Если французский крестьянин окажется за столом с французским финансистом, этим двум французам будет нечего сказать друг другу. Но если французский крестьянин встретит китайского фермера, они найдут, о чём поговорить». Эта установка и определяет взаимоотношения героев фильма.
Своим успехом «Великая иллюзия» не в последнюю очередь была обязана и превосходному исполнительскому составу. Роль Рауффенштайна первоначально предназначалась для театрального актёра и режиссёра Луи Жуве, но, связанный другими обязательствами, Жуве был вынужден отказаться. В результате Ренуар пригласил своего любимого кинорежиссёра Эриха фон Штрогейма, из-за невостребованности в Голливуде оказавшегося в конце 1936 года во Франции. Многоопытный режиссёр и сценарист побудил Ренуара внести ряд изменений в сценарий; именно Штрогейм, как впоследствии с благодарностью вспоминал Ренуар, внёс в фильм элементы стилизации; для самого же Штрогейма, как для актёра, роль Рауффенштайна стала звёздным часом.

## Значение
В фильме нет ни одной батальной сцены, гибнет лишь один из героев, да и то не в бою; тем не менее, «Великая иллюзия» до сих пор считается одним из наиболее выдающихся антивоенных фильмов.
Несмотря на успех у зрителей, жюри Венецианского фестиваля 1937 года всё же не решилось присудить фильму Гран-при (хотя, по некоторым данным, фильм понравился Муссолини) и изобрело для него специальный утешительный приз — за лучший актёрский ансамбль.
Фильм был запрещён министром пропаганды Йозефом Геббельсом, который назвал Ренуара «кинематографическим врагом № 1» и приказал конфисковать и уничтожить все копии. Опасаясь негативного влияния на боевой дух солдат, в 1940 г. французское правительство запретило фильм «на время военных действий»; в октябре запрет был обновлён немецким отделом пропаганды. В том же году немецкие войска вошли во Францию, негатив и копии фильма были конфискованы.
Многие годы считалось, что оригинальный негатив погиб в 1942 г. во время авианалёта Союзников. Копии фильма обнаружились в 1958 г., и в 1960-х фильм вновь вышел на экраны. Позже выяснилось, что негатив был отправлен назад в Берлин для хранения в Рейхсфильмархиве. В 1945 г. при оккупации Берлина Рейхсфильмархив оказался в зоне, контролируемой советскими войсками, и был отправлен в Москву в Госфильмофонд. Негатив вернулся во Францию в 1960-х, но более 30 лет пролежал неопознанным в хранилище Тулузской синематеки, поскольку никто не подозревал, что он сохранился. В начале 1990-х, когда началось перемещение синематеки в Киноархив Франции, негатив наконец-то был идентифицирован. Фильм, восстановленный по нему компанией Rialto Pictures, вышел на экраны в августе 1999 г.

## Награды
Из-за своей животрепещущей темы фильм получил огромный резонанс. Он завоевал премию Венецианского кинофестиваля (1937), премию Национального совета кинокритиков США (1938) и другие награды. Он был номинирован на «Оскар» как лучший фильм года, хотя в этой номинации премия присуждалась только фильмам на английском языке.